# Pourouma
Pourouma é um género botânico pertencente à família Cecropiaceae.

## Espécies selecionadas
- Pourouma bicolor
- Pourouma bolivarensis[1]
- Pourouma cecropiifolia — mapati
- Pourouma cordata[2]
- Pourouma montana[2]
- Pourouma napoensis[3]
- Pourouma oraria
- Pourouma petiolulata
- Pourouma saulensis[1]
- Pourouma stipulacea[1]